# Hagbügerl
Hagbügerl ist ein Ortsteil der Stadt Waldmünchen im Landkreis Cham des Regierungsbezirks Oberpfalz im Freistaat Bayern.

## Geografie
Hagbügerl liegt 580 Meter südöstlich der Staatsstraße 2146, 1,4 Kilometer nordöstlich von Waldmünchen und 2,5 Kilometer südwestlich der tschechischen Grenze. 1,6 Kilometer westlich von Hagbügerl befindet sich der Perlsee.

## Geschichte
Hagbügerl tauchte erstmals im Ortschaften-Verzeichnis für den Freistaat Bayern von 1925 auf. Es handelte sich zunächst um eine Einöde an die 1995 das Feriendorf Waldcafe mit 18 Ferienhäuschen angebaut wurde. In den Kirchenmatrikeln wurde Hagbügerl nicht erwähnt.

## Einwohnerentwicklung ab 1925
| Jahr | Einwohner | Gebäude |
| ---- | --------- | ------- |
| 1925 | 6         | 2       |
| 1950 | 2         | 1       |
| 1961 | 3         | 1       |
| 1970 | 3         | k. A.   |
| 1987 | 5         | 1       |
| 2011 | 0         | k. A.   |

## Tourismus
Durch Hagbügerl verläuft der Mountainbikeweg MTB-Tour 10 zum Čerchov und der Iron Curtain Trail (EV13). In 1,6 Kilometer Entfernung befindet sich der Perlsee mit Badestrand, Klettergarten, Campingplatz und vielen Spazier- und Wanderwegen.